# Герб Пижанского района
Герб муниципального образования «Пижанский район» — опознавательно-правовой знак, составленный и употребляемый в соответствии с правилами геральдики, служащий символом муниципального района «Пижанский район» Кировской области Российской Федерации.

## Описание герба
Описание герба:
В золотом поле на возникающей снизу лазоревой волне червлёный чёлн с червлёной мачтой и зелёным, с серебряными прожилками, дубовым листом вместо паруса.

## Обоснование символики
Обоснование символики:
В далёком прошлом территория Пижанского района была покрыта непроходимыми лесами, изобилующими множеством животных. Реки, богатые рыбой, привлекали сюда людей. Первыми жителями, заселявшими территорию Пижанского района, были племена удмуртов, затем их вытеснили племена мари, а в XVI веке появились русские. Чёлн в гербе напрямую указывает на происхождение названия самой крупной в Пижанском районе реки Пижмы, что в переводе с удмуртского означает «лодка долблёная». Набегающая волна и чёлн символизируют водные богатства Пижанского района и освоение его территории людьми. В поймах рек еще встречаются лесные массивы с господством дуба, что символически отражено в гербе зелёным дубовым листом в виде паруса.

Золотой цвет поля щита отражает сельскохозяйственную направленность района, а также означает богатство, духовное и материальное великодушие, человеколюбие, уважение к традициям и истории. Червлёный (красный) цвет олицетворяет мужество и доблесть, лазоревый (синий, голубой) цвет является символом любви к родине и стремления к победе.

## История создания
- 27 февраля 2013 — герб района утверждён решением Пижанской районной Думы[1].

- Герб Пижанского района включён в Государственный геральдический регистр Российской Федерации под № 8369[1].